# 熊沢誠
熊沢 誠（くまざわ まこと、1938年9月21日 - ）は、日本の経済学者。専攻は、労使関係論・社会政策論。甲南大学名誉教授。
息子の熊沢透も経済学者で福島大学教授。

## 略歴
三重県四日市市出身。1961年、京都大学経済学部経済学科卒業、1966年、京都大学大学院経済学研究科博士課程修了。 
1966年甲南大学経済学部講師、1969年助教授、1974年教授、1986年経済学部長。2006年退職。
1970年から中岡哲郎、大森誠人らと「労働分析研究会」を開始。労働のなかでの人間復権を追求し、1999年より研究会「職場の人権」を創設、代表を務める。
NPO法人「労働と人権 サポートセンター・大阪」共同代表理事。日本社会政策学会、日本労働社会学会会員。
1996年、社会政策学会学術賞（「Portraits of the Japanese Workplace－Labor Movements,Workers,and Managers,(Westviewpress)1996『新編 日本の労働者像』のアンドルー・ゴードンによる翻訳」）。2017年4月、瑞宝中綬章を受章。

## 著書
- 『産業史における労働組合機能――イギリス機械工業の場合』（1970年、ミネルヴァ書房）
- 『寡占体制と労働組合――アメリカ自動車工業の資本と労働』 （1970年、日本評論社）
- 『労働のなかの復権――企業社会と労働組合』(1972年、三一新書)
- 『労働者管理の草の根』(1976年、労働問題双書)
- 『国家のなかの国家――労働党政権下の労働組合1964－70年』（1976年、日本評論社）
- 『日本の労働者像』（1981年、筑摩書房）
- 『ノンエリートの自立――労働組合とはなにか』(1981年、有斐閣選書)
- 『働く日常の自治――労働者管理の思想と領域』編著（1982年、田畑書店）
- 『新編・民主主義は工場の門前で立ちすくむ』1983年、(現代教養文庫)
- 『職場史の修羅を生きて――再論・日本の労働者像』（1986年、筑摩書房）
- 『日本的経営の明暗』（1989年、筑摩書房）
- 『新編・日本の労働者像』(1993年、ちくま学芸文庫)
- 『働き者たち泣き笑顔――現代日本の労働・教育・社会経済システム』（1993年、有斐閣）
- 『能力主義と企業社会』(1997年、岩波新書)
- 『日本的経営の明暗』（1998年、ちくま学芸文庫）
- 『女性労働と企業社会』（2000年、岩波新書）
- 『いま、社会民主主義を選ぶ――世紀末ジャパンの労働と生活』(2003年、社会新報ブックレット)
- 『リストラとワークシェアリング』（2003年、岩波新書）
- 『若者が働くとき――「使い捨てられ」も「燃えつき」もせず』（2006年、ミネルヴァ書房）
- 『格差社会ニッポンで働くということ――雇用と労働のゆくえをみつめて』（2007年、岩波書店）
- 『働きすぎに斃れて──過労死・過労自殺の語る労働史』（2010年、岩波書店）
- 『労働組合運動とはなにか――絆のある働き方をもとめて』（2013年、岩波書店）
- 『私の労働研究』（2014年、堀之内出版）

## 共著
- （清水慎三・兵藤釗・高木郁朗・田口富久治・水野秋・中島正道）『戦後革新の半日陰――日本型社会民主主義の創造をめざして』（1995年、日本経済評論社）
- （清真人・木本喜美子）『映画マニアの社会学』（1997年、明石書店）
- （高梨昌・大脇雅子・山路憲夫）『働くものの権利が危ない――今なぜ労働法制の規制緩和か』（1998年、かもがわ出版）
- （篠田武司）『スウェーデンの労働と産業――転換期の模索』（2001年、学文社）

## 訳書
- 山田潤と共訳、ポール・ウィリス著 『ハマータウンの野郎ども――学校への反抗・労働への順応』（1985年、筑摩書房。1996年、ちくま学芸文庫）